# The Glorious Burden
The Glorious Burden är det amerikanska heavy metal/power metal-bandet Iced Earths sjunde studioalbum. Albumet släpptes 12 januari, 2004 av skivbolaget Steamhammer, et dotterbolag till det tyska bolaget SPV. Det är det första av deras album sedan Matt Barlow hoppat av, och det första av två med Tim "Ripper" Owens som sångare. På specialversionen av albumet finns en akustisk version av "When The Eagle Cries", samt en 32 minuter lång låttrilogi om slaget vid Gettysburg.
Samtliga låtar, förutom "Hollow Man" handlar på ett eller annat vis om krig. Låten "When The Eagle Cries" handlar om 11 september-attackerna.

## Låtlista
Europeisk version
1. "Declaration Day" – 5:00
2. "When the Eagle Cries" – 4:07
3. "The Reckoning (Don't Tread on Me)" – 4:56
4. "Attila" – 5:36
5. "Red Baron / Blue Max" – 4:05
6. "Hollow Man" – 4:26
7. "Waterloo" – 5:49
8. "Valley Forge" – 4:46

Gettysburg (1863)
1. "I. The Devil to Pay (July 1, 1863)"
2. "II. Hold at All Costs (July 2, 1863)"
3. "III. High Water Mark (July 3, 1863)"

Text: Jon Schaffer (spår 1–4, 6–11), Matt Barlow (spår 4), Tim Owens (spår 5)
Musik: Jon Schaffer (spår 1–11), Matt Barlow (spår 4, 7)

## Medverkande
Musiker (Iced Earth-medlemmar)
- Jon Schaffer – gitarr, bakgrundssång
- Tim Owens – sång
- James MacDonough – basgitarr
- Richard Christy – trummor

Bidragande musiker
- Sam King – bakgrundssång
- Jeff Day – bakgrundssång
- Matt Barlow – bakgrundssång
- Susan McQuinn – flöjt, piccolaflöjt
- Michael LoBue – säckpipa
- Mark Prator, Roger Stephens, Aaron Caillier – trummor (Metal Militia Drum Corps)
- The City of Prague Philharmonic Orchestra – orkester (spår 9, 10, 11)
- Robert Wilding – orkesterarrangemang
- Jim Morris – sologitarr
- Ralph Santolla – sologitarr
- Howard Helm – piano

Produktion
- Jim Morris – producent, ljudtekniker, mastering
- Jon Schaffer – producent
- Tom Morris – mastering
- Travis Smith – omslagsdesign
- Leo Hao – omslagskonst